# Göttlesbrunn-Arbesthal
Göttlesbrunn-Arbesthal is een gemeente in de Oostenrijkse deelstaat Neder-Oostenrijk, gelegen in het district Bruck an der Leitha. De gemeente heeft ongeveer 1300 inwoners.

## Geografie
Göttlesbrunn-Arbesthal heeft een oppervlakte van 26,15 km². Het ligt in het noordoosten van het land, in de buurt van de grens met Slowakije en het Burgenland.
Au am Leithaberge · Bad Deutsch-Altenburg · Berg · Bruck an der Leitha · Enzersdorf an der Fischa · Göttlesbrunn-Arbesthal · Götzendorf an der Leitha · Hainburg an der Donau · Haslau-Maria Ellend · Hof am Leithaberge · Höflein · Hundsheim · Mannersdorf am Leithagebirge · Petronell-Carnuntum · Prellenkirchen · Rohrau · Scharndorf · Sommerein · Trautmannsdorf an der Leitha · Wolfsthal
- Gemeinsame Normdatei: 4819340-9
- Virtual International Authority File: 235697530
- WorldCat: E39PBJwmX4GqH3QDd9Hx8WcByd